# (343444) Halluzinelle
(343444) Halluzinelle est un astéroïde de la ceinture principale.

## Description
(343444) Halluzinelle est un astéroïde de la ceinture principale. Il fut découvert le 7 mars 2010 à Taunus par Stefan Karge et Erwin Schwab. Il présente une orbite caractérisée par un demi-grand axe de 2,66 UA, une excentricité de 0,09 et une inclinaison de 3,5° par rapport à l'écliptique.

## Compléments